# Campionati europei di nuoto in vasca corta 2010 - 100 metri dorso maschili
Le qualifiche per la semifinale si sono svolte la mattina del 27 novembre 2010, mentre la semifinale si è svolta la sera dello stesso giorno. La finale si è svolta la sera del 28 novembre 2010.

## Medaglie
| Posizione | Atleta           | Paese  |
| --------- | ---------------- | ------ |
| Oro       | Stanislav Donets | Russia |
| Argento   | Damiano Lestingi | Italia |
| Bronzo    | Artem Dubovskoy  | Russia |

## Record
Prima della manifestazione il record del mondo (RM), il record europeo (EU) e il record dei campionati (RC) erano i seguenti.
| Record mondiale       | 48.94 | Nicholas Thoman Stati Uniti | 18 dicembre 2009 Manchester, Regno Unito |
| Record europeo        | 48.97 | Stanislav Donets Russia     | 13 dicembre 2009 Istanbul, Turchia       |
| Record europeo        | 48.97 | Arkady Vyatchanin Russia    | 13 dicembre 2009 Istanbul, Turchia       |
| Record dei campionati | 48.97 | Stanislav Donets Russia     | 13 dicembre 2009 Istanbul, Turchia       |
| Record dei campionati | 48.97 | Arkady Vyatchanin Russia    | 13 dicembre 2009 Istanbul, Turchia       |

Durante la competizione non sono stati migliorati record.

## Risultati batterie
| Pos. | Atleta                    | Nazionalità | Tempo       | Batteria    | Corsia      | Note        |
| ---- | ------------------------- | ----------- | ----------- | ----------- | ----------- | ----------- |
| 1    | Stanislav Donets          | Russia      | 49.98       | 5           | 4           |             |
| 2    | Artem Dubovskoy           | Russia      | 51.76       | 5           | 3           |             |
| 3    | Damiano Lestingi          | Italia      | 51.82       | 3           | 4           |             |
| 4    | Sergey Makov              | Russia      | 52.29       | 5           | 6           |             |
| 5    | Nick Driebergen           | Paesi Bassi | 52.39       | 5           | 5           |             |
| 6    | Mirco Di Tora             | Italia      | 52.45       | 3           | 5           |             |
| 7    | Vitaly Borisov            | Russia      | 52.46       | 4           | 3           |             |
| 8    | Stefan Herbst             | Germania    | 52.57       | 3           | 3           |             |
| 9    | Sebastiano Ranfagni       | Italia      | 53.04       | 3           | 6           |             |
| 10   | Mathias Gydesen           | Danimarca   | 53.07       | 2           | 2           |             |
| 11   | Bastiaan Lijesen          | Paesi Bassi | 53.08       | 5           | 2           |             |
| 12   | Pavel Sankovič            | Bielorussia | 53.14       | 4           | 4           |             |
| 13   | Derya Büyükunçu           | Turchia     | 53.26       | 4           | 5           |             |
| 14   | Jonatan Kopelev           | Israele     | 53.36       | 5           | 8           |             |
| 15   | Jurjen Willemsen          | Paesi Bassi | 53.39       | 3           | 2           |             |
| 16   | Péter Bernek              | Ungheria    | 53.59       | 1           | 4           |             |
| 17   | Andres Olvik              | Estonia     | 53.70       | 4           | 6           |             |
| 18   | Stefano Mauro Pizzamiglio | Italia      | 53.75       | 4           | 2           |             |
| 19   | Lavrans Veieroe Solli     | Norvegia    | 54.00       | 4           | 7           |             |
| 20   | Dieter Dekoninck          | Belgio      | 54.08       | 2           | 4           |             |
| 21   | Matas Andriekus           | Lituania    | 54.14       | 2           | 6           |             |
| 22   | Emmanuel Vanluchene       | Belgio      | 54.17       | 2           | 1           |             |
| 23   | Jonathan Massacand        | Svizzera    | 54.26       | 5           | 7           |             |
| 24   | Chris Christensen         | Danimarca   | 54.27       | 2           | 3           |             |
| 25   | David Gamburg             | Israele     | 54.41       | 1           | 5           |             |
| 26   | Ivan Biondic              | Croazia     | 54.70       | 4           | 8           |             |
| 27   | Flori Lang                | Svizzera    | 54.74       | 3           | 7           |             |
| 28   | Dorian Gandin             | Francia     | 54.83       | 4           | 1           |             |
| 29   | Lukas Raeuftlin           | Svizzera    | 54.91       | 3           | 8           |             |
| 30   | Jean Francois Schneiders  | Lussemburgo | 55.08       | 3           | 1           |             |
| 31   | Adriano Miguel Niz        | Portogallo  | 55.30       | 5           | 1           |             |
| 32   | Jan Kersten               | Paesi Bassi | 55.35       | 2           | 5           |             |
| 33   | Filip Nadasky             | Slovacchia  | 55.98       | 2           | 7           |             |
|      | Ugur Orel Oral            | Turchia     | non partito | non partito | non partito | non partito |

## Semifinali
| Pos. | Atleta                | Nazionalità | Tempo | Batteria | Corsia | Note |
| ---- | --------------------- | ----------- | ----- | -------- | ------ | ---- |
| 1    | Stanislav Donets      | Russia      | 49.38 | 2        | 4      |      |
| 2    | Damiano Lestingi      | Italia      | 51.21 | 2        | 5      |      |
| 3    | Artem Dubovskoy       | Russia      | 52.06 | 1        | 4      |      |
| 4    | Mirco Di Tora         | Italia      | 52.18 | 2        | 3      |      |
| 5    | Nick Driebergen       | Paesi Bassi | 52.26 | 1        | 5      |      |
| 6    | Stefan Herbst         | Germania    | 52.38 | 1        | 3      |      |
| 7    | Jonatan Kopelev       | Israele     | 52.65 | 2        | 7      |      |
| 8    | Bastiaan Lijesen      | Paesi Bassi | 52.69 | 1        | 6      |      |
| 9    | Mathias Gydesen       | Danimarca   | 52.74 | 2        | 6      |      |
| 10   | Pavel Sankovič        | Bielorussia | 52.88 | 2        | 2      |      |
| 11   | Derya Büyükunçu       | Turchia     | 53.03 | 1        | 2      |      |
| 12   | Lavrans Veieroe Solli | Norvegia    | 53.42 | 1        | 1      |      |
| 13   | Andres Olvik          | Estonia     | 53.53 | 2        | 1      |      |
| 14   | Péter Bernek          | Ungheria    | 53.74 | 1        | 7      |      |
| 15   | Emmanuel Vanluchene   | Belgio      | 53.86 | 1        | 8      |      |
| 16   | Matas Andriekus       | Lituania    | 54.49 | 2        | 8      |      |

## Finale
| Pos. | Atleta           | Nazionalità | Tempo | Corsia | Note |
| ---- | ---------------- | ----------- | ----- | ------ | ---- |
|      | Stanislav Donets | Russia      | 49.35 | 4      |      |
|      | Damiano Lestingi | Italia      | 51.46 | 5      |      |
|      | Artem Dubovskoy  | Russia      | 51.90 | 3      |      |
| 4    | Mirco Di Tora    | Italia      | 52.08 | 6      |      |
| 5    | Nick Driebergen  | Paesi Bassi | 52.11 | 2      |      |
| 6    | Stefan Herbst    | Germania    | 52.33 | 7      |      |
| 7    | Bastiaan Lijesen | Paesi Bassi | 52.58 | 8      |      |
| 8    | Jonatan Kopelev  | Israele     | 52.60 | 1      |      |